# Índia nos Jogos Olímpicos de Inverno de 2010
A Índia participou dos Jogos Olímpicos de Inverno de 2010, realizados na cidade de Vancouver, no Canadá. Foi a oitava aparição do país em Olimpíadas de Inverno.

## Desempenho

### Esqui alpino
Masculino
| Atleta          | Evento         | Corrida 1 | Corrida 2 | Total   | Pos. |
| --------------- | -------------- | --------- | --------- | ------- | ---- |
| Jamyang Namgial | Slalom gigante | 1:46.77   | 1:48.15   | 3:34.92 | 81º  |

### Esqui cross-country
Masculino
| Atleta       | Evento      | Final   | Final |
| Atleta       | Evento      | Total   | Pos.  |
| ------------ | ----------- | ------- | ----- |
| Tashi Lundup | 15 km livre | 41:36.8 | 83º   |

### Luge
Masculino
| Atleta         | Evento     | Final      | Final      | Final      | Final      | Final    | Final |
| Atleta         | Evento     | 1ª corrida | 2ª corrida | 3ª corrida | 4ª corrida | Total    | Pos.  |
| -------------- | ---------- | ---------- | ---------- | ---------- | ---------- | -------- | ----- |
| Shiva Keshavan | Individual | 49.561     | 49.529     | 49.597     | 49.786     | 3:18.473 | 29º   |

Legenda
| Recorde mundial      | Recorde mundial (World record)               |                       | Recorde africano                      | Recorde africano (African) |                                           | Q | Classificado por posição (Qualified) |
| Recorde olímpico     | Recorde olímpico (Olympic record)            | Recorde da América    | Recorde da América (Americas)         | q                          | Classificado por melhor tempo (Qualified) |   |                                      |
| Melhor marca do ano  | Melhor marca do ano (World leading)          | Recorde asiático      | Recorde asiático (Asian)              | DNS                        | Não largou (Did not start)                |   |                                      |
| Recorde nacional     | Recorde nacional (National record)           | Recorde europeu       | Recorde europeu (European)            | DNF                        | Não terminou (Did not finish)             |   |                                      |
| Recorde pessoal      | Recorde pessoal do atleta (Personal best)    | Recorde da Oceania    | Recorde da Oceania (Oceania)          | DSQ / DQ                   | Desclassificado (Disqualified)            |   |                                      |
| Recorde da temporada | Recorde da temporada do atleta (Season best) | Recorde sul-americano | Recorde sul-americano (South America) | NM                         | Sem marca (No mark)                       |   |                                      |